# 毛施巴赫
毛施巴赫是德国莱茵兰-普法尔茨州的一个市镇。总面积4.45平方公里，总人口300人，其中男性144人，女性156人（2011年12月31日），人口密度67人/平方公里。